# Lapedona
Lapedona ist eine italienische Gemeinde (comune) mit 1149 Einwohnern (Stand 31. Dezember 2023) in der Provinz Fermo in den Marken. Die Gemeinde liegt etwa 8 Kilometer südsüdöstlich von Fermo. Die südliche Gemeindegrenze bildet der Aso.

## Söhne und Töchter der Gemeinde
- Temistocle Calzecchi-Onesti (1853–1922), Physiker